# Julius von Kirchmann

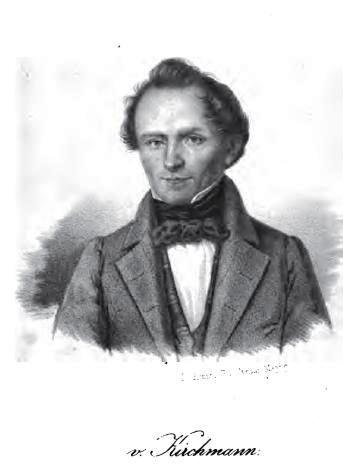
Julius von Kirchmann

Julius Hermann von Kirchmann (* 5. November 1802 in Schafstädt; † 20. Oktober 1884 in Berlin) war ein deutscher Jurist, Politiker und Gründer der Philosophischen Bibliothek.

## Leben
Julius von Kirchmann war der Sohn des kursächsischen Majors Eberhard August von Kirchmann und dessen Ehefrau Wilhelmine von Kirchmann, geborene Berger. Nachdem der Sohn das Gymnasium in Merseburg absolviert hatte, studierte er von 1820 bis 1823 Rechtswissenschaft an der Universität Leipzig sowie an der Martin-Luther-Universität Halle-Wittenberg. Dort schloss er sein Studium erfolgreich ab und erhielt am 11. Juli 1823 eine Stelle als Auskultator am Land- und Stadtgericht Magdeburg. Nach vier Jahren dieser Tätigkeit konnte er am 20. März 1827 sein Referendariat beginnen. Am 12. Januar 1829 legte Kirchmann das Dritte Staatsexamen ab und wurde zum Assesor am Oberlandesgericht in Naumburg ernannt. Danach folgte ab 1. Dezember 1833 die Tätigkeit als Strafrichter in Halle (Saale).
Am 31. März 1834 heirateten Julius von Kirchmann und Henriette von Kirchmann, geborene Butte (1811–1880), Tochter des Staatswissenschaftlers und Statistikers Wilhelm Butte, in Berlin. Das Ehepaar hatte zwei Töchter: 
1. Luise von Kirchmann (1831–1907), ab 1861 Ehefrau des Komponisten Ludwig Hartmann,
2. Anna von Kirchmann (1848–1908).[2]

Am 5. Dezember 1834 wurde Kirchmann zum Direktor des Königlichen Stadt- und Landgerichts sowie zum Kreisjustizrat in Querfurt befördert und am 2. Mai 1839 in gleicher Funktion nach Torgau versetzt. Am 10. August 1846 erfolgte die Berufung nach Berlin zum leitenden Staatsanwalt in der neuen Strafverfolgungsbehörde.
1847 hielt er in der Juristischen Gesellschaft zu Berlin vor Kollegen und Wissenschaftlern unter dem Titel Die Werthlosigkeit der Jurisprudenz als Wissenschaft eine Rede, die 1848 zur Versetzung von Berlin als Vizepräsident an das Oberlandesgericht Ratibor führte. Hier folgte am 5. Februar 1849 Kirchmanns Wahl in das Preußische Abgeordnetenhaus (Zweite Kammer). Zuvor war er seit der Konstitution am 22. Mai 1848 bis zur Auflösung am 5. Dezember 1848 ein Mitglied der Preußischen Nationalversammlung gewesen. In der Nationalversammlung stand er anfangs der Fraktion der Linken nahe und wechselte später zum Linken Zentrum unter Führung des Abgeordneten Johann Karl Rodbertus.
Ein Konflikt, in den von Kirchmann 1850 als Gerichtspräsident mit dem Preußischen Obertribunal geriet, hatte eine Amtssuspension von drei Monaten zur Folge.
Im Jahr 1854 reiste Kirchmann via Triest, Korfu und Athen nach Konstantinopel. Während seines Aufenthalts in der Türkei besichtigte er auch die Hauptstadt des Osmanischen Reichs und unternahm einen Ausflug nach Bursa, was auch eine Besteigung des „bithynischen Olymps“ (nämlich des über 2500 m hohen Uludağ nördlich von Bursa) einschloss. Über seine Reise berichtete er in seinem 1855 anonym veröffentlichten Reisebericht Nach Constantinopel und Brussa. Ferien-Reise eines Preußischen Juristen.
Von Kirchmann wurde 1863 zum Vizepräsidenten des Appellationsgerichtes Ratibor ernannt. Im Berliner Arbeiterverein hielt er im Februar 1866 einen Vortrag über den Kommunismus der Natur, der zu einer Disziplinaruntersuchung beim Obertribunal in Berlin führte. Die Untersuchung endete mit Kirchmanns Entlassung aus den preußischen Diensten und dem Verlust der Pensionsansprüche.

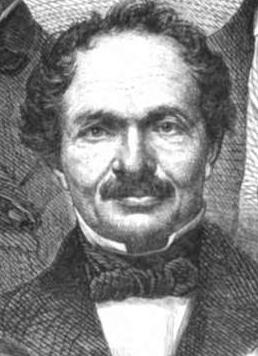
Julius von Kirchmann, 1862. Grafik von Hermann Scherenberg.

Nach dem Ende der Reaktion gehörte Kirchmann der Fortschrittspartei an. Diese Partei vertrat Kirchmann von 1862 bis 1870 und von 1873 bis 1876 im Preußischen Abgeordnetenhaus. Parallel dazu war er von 1867 bis 1870 Mitglied des Reichstages des Norddeutschen Bundes und von 1871 bis 1877 des Reichstages.
Nach erheblichen Vorarbeiten war Kirchmann 1869/70 maßgeblich an der Schaffung eines gemeinsamen Strafgesetzbuches für den Norddeutschen Bund beteiligt. Als während des Kulturkampfs die Streitigkeiten auch im Reichstag eskalierten, verlor Kirchmann 1877 sein Mandat. Er hatte unter anderem gefordert, dass Privatpersonen, deren Einkommen unterhalb einer bestimmten Grenze lag, sämtliche Steuern erlassen werden sollten.
Seit 1846 war von Kirchmann Vorsitzender der Philosophischen Gesellschaft zu Berlin. In dieser Eigenschaft war er mit vielen Zeitgenossen befreundet und stand im Briefwechsel mit den Philosophen Adolf Lasson und Eduard von Hartmann, dem Politiker Franz Wilhelm Ziegler und dem Komponisten Richard Wagner.
Im Jahr 1868 gründete von Kirchmann die Philosophische Bibliothek, in der bis 1883 insgesamt 313 Hefte erschienen waren und die seit 1911 im Felix Meiner Verlag erscheint.
Julius von Kirchmann starb 1884 im Alter von 81 Jahren in Berlin und wurde auf dem Alten St.-Matthäus-Kirchhof in Schöneberg beigesetzt. Das Grab ist nicht erhalten geblieben.

## Auszeichnung
- 1844: Verleihung des Roten Adlerordens für Verdienste um das Justizwesen[1]

## Veröffentlichungen (Auswahl)
- Das preußische Civil-Prozeß-Gesetz vom 21. Juli 1846. Berlin 1847.[3]
  - Nachdruck: Das preußische Civil-Prozeß-Gesetz vom 21. Juli 1846. Biographische Einführung von Werner Schubert. Verlag Keip, Goldbach 1994, ISBN 3-8051-0227-5. Online Text.[7]
- Die Werthlosigkeit der Jurisprudenz als Wissenschaft. Ein Vortrag, gehalten in der juristischen Gesellschaft zu Berlin. Berlin 1848.
- Nach Constantinopel und Brussa. Ferien-Reise eines Preußischen Juristen. Berlin 1855 (anonym veröffentlicht).
- Die Philosophie des Wissens. Erster Band: Die Lehre vom Vorstellen als Einleitung in die Philosophie. Verlag von Julius Springer, Berlin 1864. Text online.[8]
- Aktenstücke zur Amtsentsetzung des Königl. Preuss. Appellationsgerichts-Vizepräsidenten von Kirchmann. Verlag von Julius Springer, Berlin 1867.
- Aesthetik auf realistischer Grundlage. 2 Bände. Verlag von Julius Springer, Berlin 1868.
- Ueber den Kommunismus der Natur. Ein Vortrag, gehalten in dem Berliner Arbeiter-Verein im Februar 1866. Berlin 1868.
- Die Grundbegriffe des Rechts und der Moral als Einleitung in das Studium rechtsphilosophischer Werke. (= Philosophische Bibliothek, Band 11). Berlin 1869
  - Zweite Auflage: Die Grundbegriffe des Rechts und der Moral als Einleitung in das Studium rechtsphilosophischer Werke. (= Philosophische Bibliothek, Band 66). Berlin 1873.
- Erläuterungen zu Benedict von Spinoza’s Abhandlung über die Verbesserung des Verstandes und zu dessen Politischer Abhandlung. (= Philosophische Bibliothek, Band 45). Berlin 1871.
- Die Lehre vom Wissen als Einleitung in das Studium philosophischer Werke. (= Philosophische Bibliothek, Band 1). Zweite verbesserte Auflage, Berlin 1871.
  - Die Lehre vom Wissen als Einleitung in das Studium philosophischer Werke. (= Philosophische Bibliothek, Band 1). Dritte, verbesserte Auflage Berlin 1878.
- Der Kulturkampf in Preussen und seine Bedenken. Leipzig 1875.
- Ueber das Prinzip des Realismus. Ein Vortrag gehalten in der Philosophischen Gesellschaft zu Berlin. Leipzig 1875.
- Katechismus der Philosophie. Leipzig 1877.
- Zeitfragen und Abenteuer. Leipzig 1881.
- Ueber die Anwendbarkeit der mathematischen Methode auf die Philosophie. Ein Vortrag nebst der dabei stattgehabten Diskussion. Halle 1883.

## Lexika
- Brockhaus: Konversationslexikon. Vierzehnte vollständig neubearbeitete Auflage. Brockhaus, Leipzig 1895, Bd. 10, Lemma Kirchmann, S. 374.
- Rudolf Eisler: Kirchmann, Julius Heinrich von. In: Philosophen-Lexikon. Berlin 1912, S. 351 f.
- Friedbert Holz: Kirchmann, Julius Hermann von. In: Neue Deutsche Biographie (NDB). Band 11, Duncker & Humblot, Berlin 1977, ISBN 3-428-00192-3, S. 654 f. (Digitalisat).